# Мартинес, Адальберто
Адальберто Мартинес Чавес по прозвищу «Ресортес» исп. Adalberto Martínez Chávez «Resortes» (25 января 1916, Мехико, Мексика — 4 апреля 2003, там же) — мексиканский актёр-комик и сценарист.

## Биография

### Детство и карьера
Родился 25 января 1916 года в Тепито (ныне — часть Мехико) в семье Луиса Мартинеса и Энрикьеты Чавес. Будущий актёр являлся вторым ребёнком в семье, помимо него у него было ещё семь братьев и сестёр. Будущего актёра взяла под свою опёку неизвестная женщина Констанса Викочеа, увидев в Адальберто талант, которая попросила один из театров дать ему работу, в результате чего, в 1931 году началась театральная карьера будущего актёра. Он начал играть в спектаклях в театре Идальго. 
В 1943 году он перешёл в театр Фолис Бержер. Дебютировал в 1943 году и играл фактически до своей смерти в 104 работах в кино и телесериалах. Наиболее популярной ролью являлась роль Лукаса, закадычного друга Дона Хоакина в телесериале «Дедушка и я». 
В 1994 году был удостоен премии «Золотой Ариэль» за личный вклад в развитие мексиканского кинематографа
.

### Последние годы жизни
В начале декабря 2002 года он был госпитализирован в больницу Мехико из-за пневмонии, но через несколько дней был выписан. 
Скончался 4 апреля 2003 года в Мехико от повторной пневмонии. Похоронен в склепе пантеона Мавзолея дель Анхеля на кладбище Пантеон.

## Личная жизнь
Адальберто Мартинес был женат дважды.
- Первой супругой являлась актриса Глория Риос. В этом браке родился один ребёнок, однако личная жизнь не сложилась и супруги развелись.
- Второй супругой являлась Хосефина Флорес Сантакрус. В этом браке родилось двое детей, влюблённые жили дружно и счастливо вплоть до смерти актёра.

## Фильмография

### Телесериалы
- 1973 — Мы, бедные
- 1984 — Страстная Исабела
- 1992 — Дедушка и я — Лукас
- 1996 — Украденная любовь — Педро
- 1998 — Богиня любви — Ресортес
- 1999 — Рождественская сказка — Кочинито
- 2000-01 — Личико ангела — Иполито
- 2002-03 — Да здравствуют дети! (последняя роль в кино)

### Фильмы
- 1947 — Весенние голоса — Лигорио
- 1948 — Внук Зорро — Ресортес
- 1950 — Под звуки мамбо — Чон Годинес
- 1956 — Летающие тарелки — Марсиано
- 1958 — Музыка всегда
- 1970 — Санто и Блу Демон против монстров — танцор
- 1975 — Председательница самоуправления — Мыс Мелькидес
- 1976 — Каменщики — утка
- 1979 —
  - Девочка с голубым рюкзаком — дядя Эндрю
  - Мексика моей любви — камео
- 1980 —
  - Рваное ухо — Рамон
  - Соблазнительницы
- 1981 —
  - Девочка с голубым рюкзаком-2 — дядя Эндрю
  - Разноцветные истории
  - Федеральный округ — полицейский
- 1983 — Натурщицы